# NGC 1075
NGC 1075 في الفهرس العام الجديد، هي مجرة، تقع في كوكبة قيطس. اكتشفت في 28 نوفمبر 1885 بواسطة فرانسيس بريسيرفد ليفنوورث.

## روابط خارجية
- NGC 1075 على موقع ويكي سكاي: DSS2, SDSS, GALEX, IRAS, Hydrogen α, X-Ray, Astrophoto, Sky Map, Articles and images